# UFC Fight Night: Bermudez vs. Korean Zombie
UFC Fight Night: Bermudez vs. Korean Zombie,  também conhecido como UFC Fight Night 104, foi um evento de artes marciais mistas promovido pelo Ultimate Fighting Championship que ocorreu em 4 de fevereiro de 2017, no Toyota Center, em Houston, Texas.

## Background
A luta no peso-pena entre Dennis Bermudez e o ex-desafiante ao Cinturão Peso Pena do UFC, Chan Sung Jung foi marcada como o combate principal do evento. Esta será a primeira luta de Jung desde agosto de 2013, quando ele retorna do serviço militar obrigatório.
Uma luta no peso-leve entre Evan Dunham e Abel Trujillo foi originalmente reservada para o UFC Fight Night: Poirier vs. Johnson. No entanto, Trujillo foi retirado dela devido a uma lesão não revelada. A luta, mais tarde, foi remarcada para este evento.
A luta no peso-palha feminino entre Jéssica Andrade e a veterana que retorna à organização, Angela Hill, foi brevemente ligada ao UFC 207. No entanto, a luta não se materializou nesse evento, devido a um conflito na política anti-doping do UFC com a USADA. Posteriormente, Andrade foi removida do card e o casamento da luta manteve-se intacto e reprogramado para ocorrer neste evento.
Em 19 de janeiro, o card sofreu várias alterações devido a lesões: Evan Dunham e Johnny Case foram retirados de suas respectivas lutas contra Abel Trujillo e James Vick. Trujillo e Vick agora são esperados para enfrentar um ao outro. Além disso, Sheldon Westcott foi forçado a retirar-se de sua luta contra Alex Morono neste evento. Ele foi substituído por Niko Price.
Jan Blachowicz era esperado para enfrentar o ex-desafiante ao Cinturão Meio Pesado Interino do UFC, Ovince Saint Preux, mas retirou-se em 21 de Janeiro, devido a uma lesão, e foi substituído pelo recém-chegado na organização, Volkan Oezdemir.
Justin Ledet enfrentaria neste evento o novato na promoção, Dmitry Sosnovskiy. No entanto, Ledet retirou-se da luta em 26 de janeiro, alegando uma lesão não revelada. Funcionários da organização decidiram remover Sosnovskiy do card, e ele será remarcado para lutar em outro evento.
No momento da pesagem, Bec Rawlings ficou com 117,5 libras (53,3 kg), acima do limite do peso-palha feminino, de 116 lbs (52,6 kg). Como resultado, Rawlings foi multada em 20% de sua bolsa, que foi para Tecia Torres, e a luta continuará como programada, mas em peso-casado.

## Bônus da Noite
- Luta da Noite:  Jéssica Andrade vs.  Angela Hill
- Performance da Noite:  Chan-Sung Jung e   Marcel Fortuna